# Frøken Anna og Anna Enepige
Frøken Anna og Anna Enepige er en dansk stumfilm fra 1913, der er instrueret af Sofus Wolder efter manuskript af Johs. Baack.

## Handling
Denne artikel mangler et handlingsreferat. Hjælp os med at skrive det.

## Medvirkende
- Olga Svendsen - Fru Holm
- Ella Sprange - Anna Holm, rentierens datter
- Waldemar Hansen - Rentier Holm
- Agnes Andersen - Anna Nielsen, tjenestepige
- Aage Schmidt - Peter, løjtnant
- Carl Alstrup - Peter, matros